# BAP Teniente Ferré
El BAP Teniente Ferré fue uno de los dos sumergibles ordenados al astillero francés Schneider & Cía. para la Marina de Guerra del Perú. Fue inicialmente nombrando Comandante Aguirre, pero se le cambió el nombre dado que un crucero de la Marina peruana recibió ese nombre; por lo que fue llamado Ferré, en honor al marino peruano Diego Ferré Sosa, que combatió en la Guerra del Pacífico y que falleció junto a Grau en el Combate naval de Angamos.

## Contexto histórico
Tras la Guerra del Pacífico, la marina peruana se encontraba en una situación de casi inexistencia, pues la mayoría de sus unidades se habían perdido durante el conflicto. Se adquirieron un par de transportes: el Vilcanota (1884) y el Perú (1885). En 1888, llegó al Perú el crucero Lima, adquirido durante el conflicto con Chile, pero que fuera retenido por Gran Bretaña. En los años siguientes se fueron incorporaron los transportes Iquitos, Chalaco, Santa Rosa y Constitución.
En 1907, arribaron al Callao los cruceros Almirante Grau y Coronel Bolognesi. Tres años antes se había contratado a una misión naval francesa a cargo del capitán de fragata Paul de Marguerye, para reestructurar la organización y el funcionamiento de la Escuela Naval. 
En esa misma época, el Perú enfrentaba un clima de tensión diplomática por asuntos limítrofes con todos sus vecinos; clima que propició, con influencias de la misión francesa, la compra de dos sumergibles para la Marina peruana.

## Construcción y llegada al Perú
Tras firmarse el contrato, se inició la construcción de los sumergibles entre abril y mayo de 1910. Al concluirse, la empresa francesa se vio en la difícil  situación de transportar estas dos pequeñas unidades al puerto del Callao desde Francia. Para ello, Maxime Laubeuf (el mismo ingeniero que diseñó los sumergibles), construyó el Kangourou, un verdadero dique que navegaba y que podía llevar en seco, en su interior, un submarino de hasta 60 metros de eslora, a grandes distancias. 
El Kangourou partió de Tolón el 30 de julio de 1911, llevando consigo al Ferré, con órdenes de tocar puerto en Río de Janeiro, Montevideo y Buenos Aires y desde allí hacer el viaje directo al Callao. Sin embargo, tras atravesar el estrecho de Magallanes, un desperfecto en las máquinas del barco lo obligaron a recalar en bahía San Gregorio, en la costa chilena. El 19 de octubre de 1912 llegaba al Callao el vapor, trayendo en su interior al primer submarino de la armada peruana, el Teniente Ferré, que hizo su primera inmersión en aguas peruanas el 5 de noviembre.

## Accidente con elOmega
En la mañana del 15 de septiembre de 1915, el Teniente Ferré, tras zarpar de la Base Naval del Callao en misión de entrenamiento y maniobrar bajo las aguas se encontró con la quilla de un buque carguero de origen alemán: el Omega, que había sido inmovilizado junto con varios mercantes alemanes desde principios de la Primera Guerra Mundial por decisión de las autoridades peruanas. El mismo Omega había sido abandonado por su tripulación alemana el año anterior. 
Minutos después de la inmersión del sumergible, se vio al carguero Omega prácticamente enfrente, por lo que el teniente al mando, César Valdivieso Castro, ordenó a los timoneles alcanzar mayor profundidad. Sin embargo, los motores no respondieron con la suficiente agilidad por la poca energía que les proporcionaban los ya desgastados acumuladores, y el descenso fue excesivamente lento. De improviso se percibió un tremendo impacto en la proa, acompañado de un enorme ruido terrible y el estremecimiento de toda la estructura. En ese instante se cortó la electricidad y el sumergible quedó a oscuras.
Afortunadamente para los tripulantes, volvió la iluminación de emergencia. Se ordenó drenar los tanques de lastre activando las bombas centrífugas. Minutos después la nave se dispuso a emerger, pero con el problema de que el periscopio estaba destrozado. Ya a flote surgió otro inconveniente: nadie podía escapar pues las escotillas estaban aplastadas por las barras retorcidas de los barandales, con parte de la torreta de mando y los mástiles y periscopios doblados sobre la cubierta. Tras varios esfuerzos, se logró abrir una vía de evacuación, lo que permitió a la tripulación salir para observar los impresionantes destrozos en cubierta.
Afortunadamente se comprobó que el Ferré podía recuperar la navegación, y sin mayores inconvenientes se inició el retorno a la Base Naval del Callao. Al día siguiente se comenzaron las reparaciones.

## Baja
Durante la Primera Guerra Mundial, la marina peruana no pudo adquirir los repuestos vitales que necesitaban este buque de origen francés. Sin embargo, continuó prestando servicio hasta 1919. En 1920 se determinó suspender los ejercicios de inmersión, y el 28 de setiembre de 1921 se dispuso su desarme definitivo.

### Buques de la clase
BAP Teniente Palacios